# Томебамба
Томебамба (кеч. Tumebamba, Tomebamba або Tumipampa) — колишнє місто-держава народу каньярі та один з головних центрів Тауантінсую (Імперії Інків).
Місто було засноване в 5 столітті н. е. та названо Ґуапонделеґ (Guapondeleg), що ймовірно перекладається як «земля, велика як небо». В 1470-тих роках місто після запеклого опору було захоплено інками та увійшло до складу Тауантісую. За наказом Тупака Юпанкі місто стало центром північних територій Імперії та було значно перебудовано. Хоча інки і змінили архітектуру міста, культура каньяріс не була повністю пригнічена, а багато їх досягнень перейняти самим інками. Через велике значення та красу міста, в Тауантісую воно було відоме як «другий Куско».
Під час розділу імперії в 1527 році місто було віддано Атауальпі. Під час міжусобної Війни двох братів в Тауантісую в 1531 році місцева знать підтримала Уаскара та зрадила Атауалпі. Коли на початку 1532 року Атауалпі вдалося досягти перемоги у війні, місто було захоплено і зруйновано. Через 25 років, в 1557 році, на цьому місті іспанськими поселенцями було засноване місто Куенка.